# Helmuth Josseck
Helmuth Josseck (* 15. Juni 1921 in Graz, Steiermark; † 2. Mai 2007 in Wels, Oberösterreich) war ein österreichischer Politiker (FPÖ).
Helmuth Josseck wurde am 15. Juni 1921 in Graz geboren. Dort besuchte er auch die Handelsakademie. Während des Zweiten Weltkrieges diente er als Offizier der deutschen Wehrmacht. Nach dem Krieg studierte er an der Hochschule für Welthandel und erwarb den Titel eines Diplomvolkswirtes. Später studierte er an der Universität Innsbruck. Während seines Studiums wurde er 1951 Mitglied der Burschenschaft Olympia Wien. Nach seiner Steuerberaterprüfung im Jahr 1957 war er als selbstständiger Steuerberater und gerichtlich beeideter Sachverständiger tätig.
1967 übernahm er seine erste politische Funktion, als er in den Gemeinderat der Stadt Wels gewählt wurde. 1971 wurde Josseck für die FPÖ in den Nationalrat gewählt und gehörte diesem bis 1983 an. Während dieser Zeit beschäftigte sich der Steuerexperte vorwiegend mit Finanz- und Wirtschaftsfragen. 
Zwischen 1980 und 1983 hatte er den Posten des Obmann-Stellvertreters des FPÖ-Klubs inne. 1983 nominierte ihn die FPÖ als Nachfolger seines Parteikollegen Gustav Zeillinger zum Volksanwalt. Diese Tätigkeit übte Josseck bis 1989 aus, als er sich in den Ruhestand zurückzog. 
1997 geriet Josseck in die Kritik, nachdem er in einer Gemeinderatssitzung den Welser Filmemacher Andreas Gruber als Volksschädling bezeichnet hatte. Der folgende Rechtsstreit endete mit einem außergerichtlichen Vergleich. 
1998 wurde Josseck erster Bürgeranwalt der FPÖ. Bereits ein Jahr später geriet er in dieser Funktion in Konflikt mit der FPÖ-Führung, als er dem ehemaligen FPÖ-Abgeordneten Walter Meischberger, der wegen Abgabenhinterziehung vor Gericht stand, „kein unehrenhaftes Verhalten“ attestierte. 